# Peter Watson (istoric)
Peter Frank Patrick Watson (n. 23 aprilie 1943, Birmingham, Anglia, Regatul Unit) este un istoric al ideilor britanic. Este de asemenea și jurnalist de investigație, cunoscut pentru anchetele asupra caselor de licitații și a pieței internaționale de antichități furate.

## Carieră

### Jurnalism (1969-1982)
După universitate, Watson s-a pregătit ca psiholog la Clinica Travistock din Londra, dar a părăsit profesia la sfârșitul anilor 1960. A început o carieră în jurnalism și a editate prima serie a Race Today, un jurnal lansat în 1969 de think-tank-ul Institute of Race Relations. A lucrat la New Society din 1970 până 1973, în final devenind editor adjunct și a fost timp de petru ani membru din Insight team la The Sunday Times.
În timp ce lucra la The Sunday Times a publicat cartea War on the Mind: The Military Uses and Abuses of Psychology, ce a dezvăluit cercetările psihologice realizate de diferite armate în timpul Războiului Rece. Această primă carte a fost realizată pe baza unei investigații din 1973 asupra folosirii războiullui psihologic de către Armata Britanică în Irlanda de Nord în timpul conflictului din zonă. Ca parte a documentării, Watson a vizitat baza Fort Bragg din SUA, ceea ce l-a convins că cercetările în domeniu sunt mai avansate decât considera. Mai târziu, a fost corespondentul din New York al The Times din 1981 până în 1982.

### Dezvăluirile asupra pieței de artă
Cartea sa din 1984, The Caravaggio Conspiracy, e bazată pe experiența sa sub acoperire cu Carabinieri pentru a investiga furtului unei picturi de Caravaggio,  Nașterea cu Sf. Francis și Sf. Lawrence, care fusese furată în 1969 din Oratorio di San Lorenzo din Palermo. A concluzionat că opera fusese furată de membri ai Cosa Nostra. Deși nu a recuperat pictura pe care o urmărea, a reușit să recupereze alte șase opere de artă furate.
Watson va reveni în lumea artei cu Sotheby's: The Inside Story (1998). Cartea acuza casa de licitații Sotherby's de vânzarea unor antichități despre care știa că au fost furate. Într-un interviu pentru The Daily Beast, a povestit că investigația a afectat atât de grav reputația casei de licitații încât oamenii din lumea artei din Londra pe care îi cunoștea nu au mai vorbit cu el ani buni. Ulterior, într-un articol din 2000 din New Statesman, Watson a susținut că falsurile din lumea antichităților rămâneau o problemă serioasă, unele ajungând în muzee mari datorită unor custozi necunoscători păcăliți de dealeri corupți.
O a treia carte despre lumea artei, The Medici Conspiracy: The Illicit Journey of Looted Antiquities, from Italy's Tomb Raiders to the World's Greatest Museums, pe care a scris-o în colaborare cu Cecilia Todeschini, a fost publicată în 2006. Cartea detaliază cariera cariera infracțională a negustorului de artă Giacomo Medici, care timp de câteva decenii a alimentat diverse muzee cu antichități excavate ilegale și apoi transportate ilegal. Watson a fost martor în procesul lui Medici. Watson și Todeschini au fost criticați de Hugh Eakin în New York Review of Books pentru că nu au vorbit cu niciunul din acuzații din investigație, precum fostul custode al Muzeului J. Paul Getty, Marion True. Watson s-a apărat susținând că niciunul dintre acuzați nu au vorbit, ceea ce l-a forțat să se bazeze pe documentele oferite de investigatorii italieni.

### Cariera ulterioară
Între 1997 și 2007, Watson a fost cercetător asociat la Illicit Antiquities Research Centre, parte din McDonald Institute for Archaeological Research de la Cambridge. În 2009 a luat parte la o dezbatere în Hong Kond, unde s-a opus moțiunii 'Cultural Treasures Belong in Their Country of Origin' (română Bunurile culturale aparțin țării de origine). A publicat în total 17 cărți.

## Lucrări
- Watson, Peter (2018). Fallout: Conspiracy, Cover-Up and the Deceitful Case for the Atom Bomb. New York: Simon & Schuster. ISBN 9781471164507.
- Watson, Peter (2016). Convergence: The Deepest Idea in the Universe. New York: Simon & Schuster. ISBN 9781471129025.
- Watson, Peter (2014). The Age of Nothing: How We Have Sought to Live Since the Death of God. New York: Simon & Schuster. ISBN 978-1476754314.
- Watson, Peter (2012). The Great Divide: Nature and Human Nature in the Old World and the New. New York: HarperCollins. ISBN 9780061672453.
- Watson, Peter (2010). The German Genius: Europe's Third Renaissance, the Second Scientific Revolution, and the Twentieth Century. New York: Harper Perennial. ISBN 978-0-06-076023-6.
- Watson, Peter; Cecilia Todeschini (2007). The Medici Conspiracy: The Illicit Journey of Looted Antiquities—From Italy's Tomb Raiders to the World's Greatest Museums. Jackson, TN: PublicAffairs/Perseus Books. ISBN 978-1-58648-402-6.
- Watson, Peter (2009). Ideas: a History, from Fire to Freud. 2 vols, London: The Folio Society.
- Watson, Peter (2009). Ideas: a History from Wittgenstein to the World Wide Web. 2 vols, London: The Folio Society.
- Watson, Peter (2006). Ideas: a History of Thought and Invention, from Fire to Freud. New York: Harper Perennial. ISBN 0-06-093564-2.
- Watson, Peter (2005). Ideas: a History, from Fire to Freud. London: Weidenfeld & Nicolson.
- Watson, Peter (1989). Landscape of Lies (Felony & Mayhem Mysteries). New York: Felony & Mayhem Press. ISBN 1-933397-18-7.
- Watson, Peter (2001). The Modern Mind: An Intellectual History of the 20th Century. Harper Perennial. ISBN 0060194138.
- Watson, Peter (2000). A Terrible Beauty: the People and Ideas that Shaped the Modern Mind. Weidenfeld & Nicolson.
- Watson, Peter (1998). Sotheby's: The Inside Story. New York: Random House. ISBN 0-679-41403-7.
- Petrova, Ada; Watson, Peter (1995). The Death of Hitler: The Full Story with New Evidence from Secret Russian Archives. W.W. Norton & Company. ISBN 978-0-393-03914-6.
- Watson, Peter (1989). Wisdom and Strength, the Biography of a Renaissance Masterpiece. New York: Doubleday. ISBN 0-09-174637-X.
- Watson, Peter (1984). The Caravaggio Conspiracy. New York: Penguin/Doubleday. ISBN 0-14-007635-2.
- Watson, Peter (1978). War on the Mind: the Military Uses and Abuses of Psychology. New York: Basic Books. ISBN 0-465-09065-6.